# Orihime Soletta
Orihime Soletta (ソレッタ・織姫?, Soretta Orihime) è un personaggio della serie di anime e videogiochi Sakura Wars, ideata da Ōji Hiroi. Il character design del personaggio è di Kōsuke Fujishima. Soletta è doppiata in originale da Maya Okamoto.
Orihime è uno dei membri della Flower Division, un immaginario corpo speciale dell'esercito giapponese di inizio secolo, specializzato nel combattere le forze del male ed i demoni, attraverso l'utilizzo della propria energia psichica.

## Biografia del personaggio
Figlia di Seiya Oyama e Carino Soletta, nonché discendente da parte materna della nobile famiglia italiana dei Soletta, Orihime adesice alla Flower Division insieme a Reni, dopo lo scioglimento della Hoshigumi o Star Division. Per via delle sofferenze create dal padre a sua madre, Orihime ha sviluppato un profondo rancore nei confronti degli uomini giapponesi, e per tale ragione non riesce a tollerare come proprio capo Ichirō Ōgami.
La situazione cambierà quando Orihime si riconcilierà con il padre, che stava lavorando come pittore a Teito, riuscendo a superare anche la diffidenza nei confronti di Ōgami. Orihime ed Ōgami riusciranno persino a diventare buoni amici, nel momento in cui lei smetterà di trattarlo male.
Benché Orihime possa apparire un po' arrogante, la verità è che la ragazza ha molta fiducia nelle proprie capacità sia di combattente che di attrice. Questo tende a dare di lei una cattiva impressione, anche se in realtà le sue compagne sono a conoscenza di quanto Orihime sia degna di fiducia e leale nei loro confronti.
Invincibile combattente, l'arma principale e più caratteristica del kōbu di Orihime sono le palle di fuoco esplosive, dotate di una forza sorprendente nell'abbattere i nemici.